# Giorgio A. Tsoukalos
Giorgio A. Tsoukalos (* 14. března 1978, Lucern, Švýcarsko) je švýcarsko-řecký spisovatel, promotér myšlenky, že do dějin lidstva zasáhly v různých jeho etapách mimozemské bytosti.
Po dvanáct let byl ředitelem Centra pro výzkum mimozemšťanů dávnověku Ericha von Dänikena. Vydává časopis Legendary Times, který se věnuje tématu právě kontaktům s mimozemskými civilizacemi v dějinách lidstva. Tsoukalos vystupuje také v různých podobných pořadech na různých televizních stanicích, jako např. History, Syfy, Travel Channel, nebo National Geographic Channel.
V online komunitě se proslul jako častý host v pořadu Vetřelci dávnověku (Ancient Aliens), což se stalo základem pro mem, kde vysvětluje víceméně jakékoliv události tím, že jsou za ně zodpovědní mimozemšťané.